# أخلاقيات العمل
أخلاقيات العمل هي مجموعة قِيم مستندة على العمل الجاد والاجتهاد. يؤمن الرأسماليين بشرط العمل الجاد وقدرته على تعزيز الشخصية .الماركسيين في المقابل، يرون أن التأصل الثقافي لهذه القيم يُستعمل لخداع الطبقة العاملة ودفعهم لتوليد مزيد من الثروات للطبقة الغنية. في العصر الحديث، هناك أشكال مختلفة من أخلاقيات العمل المتميزة، أشهرها ما يسمى أخلاقيات العمل البروتستانتية وأخلاقيات القراصنة.